# Sorex palustris
Sorex palustris es una especie de musaraña de la familia Soricidae. Es de un color marrón negruzco y plateado.

## Distribución geográfica
Se encuentra en los medios acuáticos de Norteamérica (Canadá y Estados Unidos).